# المنيا الجديدة
المنيا الجديدة مدينة مصرية جديدة من مدن الجيل الثاني، تقع في محافظة المنيا، وتتبع إدارياً لهيئة المجتمعات العمرانية الجديدة، أُنشئت بقرار رئيس مجلس الوزراء رقم 278 لسنة 1986، وبدأ العمل بها فعليا سنة 1991، تبلغ مساحتها حوالي 31106 فدان، وتقع شرق نهر النيل على هضبة ارتفاعها ما بين 123 – 137 متر فوق مستوى سطح البحر، ويبلغ عدد سكانها حسب إحصائيات سنة 2022 حوالي 77 ألف نسمة.

## السكان
يبلغ تعداد سكان المدينة حالياً 94 ألف نسمة، ومخطط الوصول إلى عدد سكان 648 ألف نسمة في عام 2050،

## المخطط العام
وبدأ العمل بالمدينة فعلياً عام 1991 وتم تعديل كردون المدينة بالقرار الجمهورى رقم 392 لسنة 2004، وعلى قرار رئيس الجمهورية لسنة 2017 بشأن تخصيص مساحة 4940.24 فدان للغابات الشجرية وقرار رئيس مجلس الوزراء لسنة 2015 بشأن إعادة تخصيص مساحة 1522 فداناً لمدينة المنيا الجديدة.
تبلغ مساحة مدينة المنيا الجديدة حوالي 31106 فدان منها 6659 فدان كتلة عمرانية مقسمة كالتالي:
- 8 أحياء سكنية (تبلغ مساحتها 418 فدان)
- منطقة سياحية (135 فدان)
- مناطق خدمات (371 فدان)
- منطقة حرفية (50 فدان)
- مساحات خضراء (871 فدان)
- مناطق ترفيهية (114 فدان)
- منطقة جامعات (240 فدان).

## البنية التحتية

### الطرق والمواصلات
- تبلغ طول شبكات الطرق في مدينة المنيا الجديدة حوالي 250 كم،[2] وتضم المدينة ثلاث مداخل رئيسية الأول يربطها بطريق الصعيد الحر، الثاني يربطها بمدينة المنيا، والثالث يربطها بالمنطقة الصناعية.
- تم إنشاء شبكة طرق قوية في مدينة المنيا الجديدة، أبرزها تنفيذ شبكات طرق على مستوى الأحياء، وتنفيذ المداخل ومحاور الربط الرئيسية للمدينة بالطريق الأوسط، والطريق الجنوبى، والطريق الصحراوى الشرقى.

### المياه والصرف الصحي
- تم تنفيذ محطة آبار بطاقة 60 ألف م2/يوم مكونة من 7 آبار ارتوازية.
- تم تنفيذ محطتي رفع مياه.
- تم تنفيذ محطة تحلية مياه الآبار المؤقتة بطاقة 60 ألف م2/يوم.
- تم تنفيذ 8 خزان عالي سعة 6000 م2 وسعة 2000 م2.
- تم تنفيذ المرحلة الأولى من محطة تنقية المياه الدائمة بطاقة 22 ألف م2/يوم.
- تم تنفيذ المرحلة الثانية من محطة تنقاة المياه الشرب بطاقة 20 ألف م2/يوم.
- تم تنفيذ مأخذ محطة المياه العكرة بقرية سوادة على النيل (المرحلة الأولى) بطاقة 22 آلاف م2/يوم وتم الإنتهاء من تنفيذ المرحلة الثانية (أعمال الكهروميكانيك) لمأخذ مياه المدينة بطاقاة 20 آلاف م2 / يوم لتصاب الطاقة الإستيعابية 82000 م2 / يوم.
- جاري تنفيذ شبكة المياه منطقة الإسكان الإجتماعي بمنطقة 6210 فدان.
- جاري تنفيذ منطقة الإمتداد 220 فدان، ومنطقة 620 فدان إسكان إجتماعي (مرحلة أولى).
- جاري تنفيذ شبكة ري المسطحات الخضراء بالمدينة.
- تم تنفيذ شبكات المياه بطول 2824702 كم.

### الكهرباء والإتصالات
- تم تنفيذ المرحلة الأولي من محطة المحولات بعدد (2) محولات سعة كل واحد (250) ميجا بطاقة إجمالية (50) م.ف.أ وتم تزويد المحطة بمحول سعة (25) ميجا إضافي لإستيعاب أحمال المدينة المستقبلية لحين إنشاء محطة محولات جديدة بالتوسعات الشمالية بقدرة (80) م.ف.أ .
- تم تنفيذ شبكة كهرباء مراكز الأحياء.
- تم تنفيذ شبكات الكهرباء بطول 1822.5 كم .
- تم تنفيذ سنترال سعة 30000 خط و تم تشغيل 11000 خط .

## الخدمات
- عدد مباني الخدمات المنفذة بمعرفة الهيئة (96) مبنى مقسمة كالآتي : عدد (6) مبنى اجتماعي و(2) مبنى إداري و(6) مباني أمنية و(5) مساجد دينية و(16) مبنى تجارى و(23) مبنى تعليمي و(1) مبنى ثقافي و(11) مبنى صحى و(30) مبنى خدمات عامة.
- عدد مباني الخدمات المنفذة بمعرفة القطاع الخاص (108) مبنى بمختلف القطاعات تم تنفيذهم بمعرفة القطاع الخاص، وجارى تنفيذ (61) مبنى.

### الصحة
- مستشفى القلب والصدر الجامعي وتضم ثلاث أقسام، قسم القلب، وقسم الصدر، وجراحة القلب والصدر. ويضم قسم القلب وحدة عناية القلب، وتضم 16سرير، بالإضافة إلى وحدة العناية المتوسطة، وتحتوي جهاز الموجات الصوتية على القلب. ويضم قسم الاستقبال يخدم تخصصي القلب والصدر، ويضم القسم 18 سريرًا، منهم 6 بوحدة عناية مركزة خاصة بالاستقبال، و12 سريرًا بالقسم داخلي.[4][5]

### التعليم
- جامعة دراية وهي مؤسسة تعليمية تقدم 7 برامج جامعية و 2 دراسات عليا من خلال أربع كليات: الصيدلة، والعلاج الطبيعي، وطب الأسنان، وإدارة الأعمال.[6]
- جامعة اللوتس وهي جامعة تأسست بالقرار الجمهوري رقم 631 لسنة 2019، وتضم 9 كليات.[7]

### الإسكان
- مدينة المنيا الجديدة، تضم (25672) وحدة سكنية منفذة وجارٍ تنفيذها مملوكة لهيئة المجتمعات العمرانية، وعدد وحدات الإسكان الاجتماعى (11820) وحدة، وعدد وحدات دار مصر (336) وحدة، وجنة (528) وحدة، وسكن مصر (816) وحدة، بالإضافة إلى (10631) وحدة سكنية منفذة وجارٍ تنفيذها بمعرفة القطاع الخاص وجمعيات ومستثمرين وجهات أخرى.[8]

## الإقتصاد

### المنطقة الصناعية
- تم تخصيص منطقة صناعية (ب) بالحي الأول بمساحة (71) فدان، منها مساحة (37) فادان مقسمة إلى عدد (99) قطعة أنشطة صناعية كاملة المرافق.
- عدد (15) قطعة أرض مخازن بمساحة (5000) متر مربع لكل قطعة متعددة الأنشطة بالكردون الشرقي للمدينة بكمين الصفا، وجارى تنفيذ أعمال المرافق بالمنطقة.
- عدد (500) قطعة أرض أنشطة حرفية (صناعات صغيرة) بمساحة (300) متر مربع بالحي السابع كاملة المرافق.

## وصلات خارجية
- صفحة جهاز المدينة على موقع فيس بوك